# Adolf Grimme
Adolf Grimme (Goslar, 31 dicembre 1899 – Degerndorf am Inn, 27 agosto 1963) è stato un politico tedesco.

## Biografia
Nel 1919 entrò nel partito socialista dedicandosi all'insegnamento e rivestendo incarichi pubblici e posizioni direttive nei ministeri dell'educazione regionale.
Oppositore del nazismo, durante la seconda guerra mondiale fu imprigionato nel 1942 per i suoi contatti con l'organizzazione spionistica Orchestra Rossa. Fu liberato nel 1945.
Nel dopoguerra ha rivestito importanti cariche del mondo dell'insegnamento e della cultura.